# Hermann Neuberger
Hermann Neuberger (Völklingen12 de diciembre de 1919 – Homburgo 27 de septiembre de 1992) fue un dirigente deportivo. Presidente de la Federación Alemana de Fútbol (en alemán Deutscher Fußball-Bund, DFB) entre 1975 y 1992. Se desempeñó también como Vicepresidente de la Federación Internacional de Fútbol Asociado (FIFA).

## Biografía
Nació en Völklingen. Hijo de dos profesores, creció en el distrito obrero de Saarbrücken Malstatt  y asistió al internado de Sasbach hasta graduarse en 1938. Luego fue reclutado por la Wehrmacht y estuvo operativo en África e Italia durante la Segunda Guerra Mundial, donde fue Capitán de los Generales en Roma y tomado preso por los británicos.
Después de regresar del cautiverio británico en noviembre de 1945, trabajó desde 1946 como editor en Saarbrücken Sport-echo y desde 1951 en adelante en el departamento de publicidad de la cervecería Karlsberg en Homburgo. En 1955 asumió la dirección de Saarland-Sporttoto GmbH, donde fue director de 1961 a 1984. De 1976 a 1984 también dirigió su filial, Saarland Spielbank GmbH.
Fue presidente de la Asociación de Fútbol del Sarre. Contribuyo en la fundación de la Bundesliga. Fue el principal organizador de la Copa Mundial de la Fútbol de 1974 en la República Federal de Alemania .
Fue elegido presidente de la Federación Alemana de Fútbol en el Bundestag de la organización, el 25 de octubre de 1975 en Hamburgo.
Fue criticado, por permitir la realización de un amistoso entre las selecciones de Argentina y Alemania el 6 de junio de 1977, a pesar de tener conocimiento de la detención y el asesinato de Elisabeth Käsemann, ocurrido el 24 de mayo de 1977, perpetrado por la dictadura argentina, la noticia se conoció después del partido.
Supervisó la organización de los torneos de las copas mundiales en la Copa Mundial de Fútbol de 1978 en Argentina, en la cual enfrentó una polémica al permitir y defender la visita del exmilitar nazi Hans-Ulrich Rudel a la concentración de la selección alemana, también superviso la organización de la Copa Mundial de Fútbol de 1982 en España, de la Copa Mundial de Fútbol de 1986 en México y de la Copa Mundial de Fútbol de 1990 en Italia.
Además realizó una lista de 12 requerimientos de la FIFA para la realización de la Copa Mundial de Fútbol de 1986 a Colombia, cuyo gobierno tras al no poder cumplir con los mismos renunció a la realización del certamen en 1982.
Murió al parecer de cáncer en el Hospital Universitario de Homburgo. 

## Reconocimientos
El 25 de abril de 1977, Neuberger recibió la Orden del Mérito del Sarre. La sede de la  Federación Alemana de Fútbol en Fráncfort del Meno , la Casa Hermann Neuberger , y la Escuela de Deportes Hermann Neuberger en Saarbrücken llevan su nombre. La ciudad de Völklingen, donde nació, nombró un polideportivo, estadio, escuela secundaria y un monumento en su honor.

## Premio Hermann Neuberger
Desde 1995, la Asociación Estatal de Deportes de Saarland otorga el Premio Hermann Neuberger a los clubes que han hecho una contribución especial a la búsqueda de talentos, la promoción de talentos y el desarrollo deportivo competitivo en Saarland.